# Anolis porcatus
Anolis porcatus es una especie de lagarto de la familia Polychrotidae, de pequeño tamaño, coloración verde y denominado vulgarmente, de manera errónea, camaleón, ya que no tiene relación algunas con los camaleónidos.

## Distribución
Es endémico de Cuba pero ha sido introducido en otros países como la isla de La Española, la península de florida,la isla tenerife y el  Estado de São Paulo en Brasil. Habita en un clima cálido y verde que es propicio para su ciclo de vida. Además en esos sitios encuentra su alimento: insectos, sean mosquitos, mosquillas, polillas o arañas pequeñas.

## Descripción
Es un lagarto que no pasa de los 20 cm de largo, es estilizado como otros anolinos. Tiene una cabeza larga con ojos grandes, al estar situados a los lados tiene la adaptación de que existan surcos en su cráneo que le permitan mirar hacia el frente. Es típicamente verde, de color retoño claro. Tiene patas con buenas garras para aferrarse a la vegetación donde habita y una cola larga que se piensa que le de equilibrio además de estabilizar al animal cuando da sus largos saltos para huir o cazar.

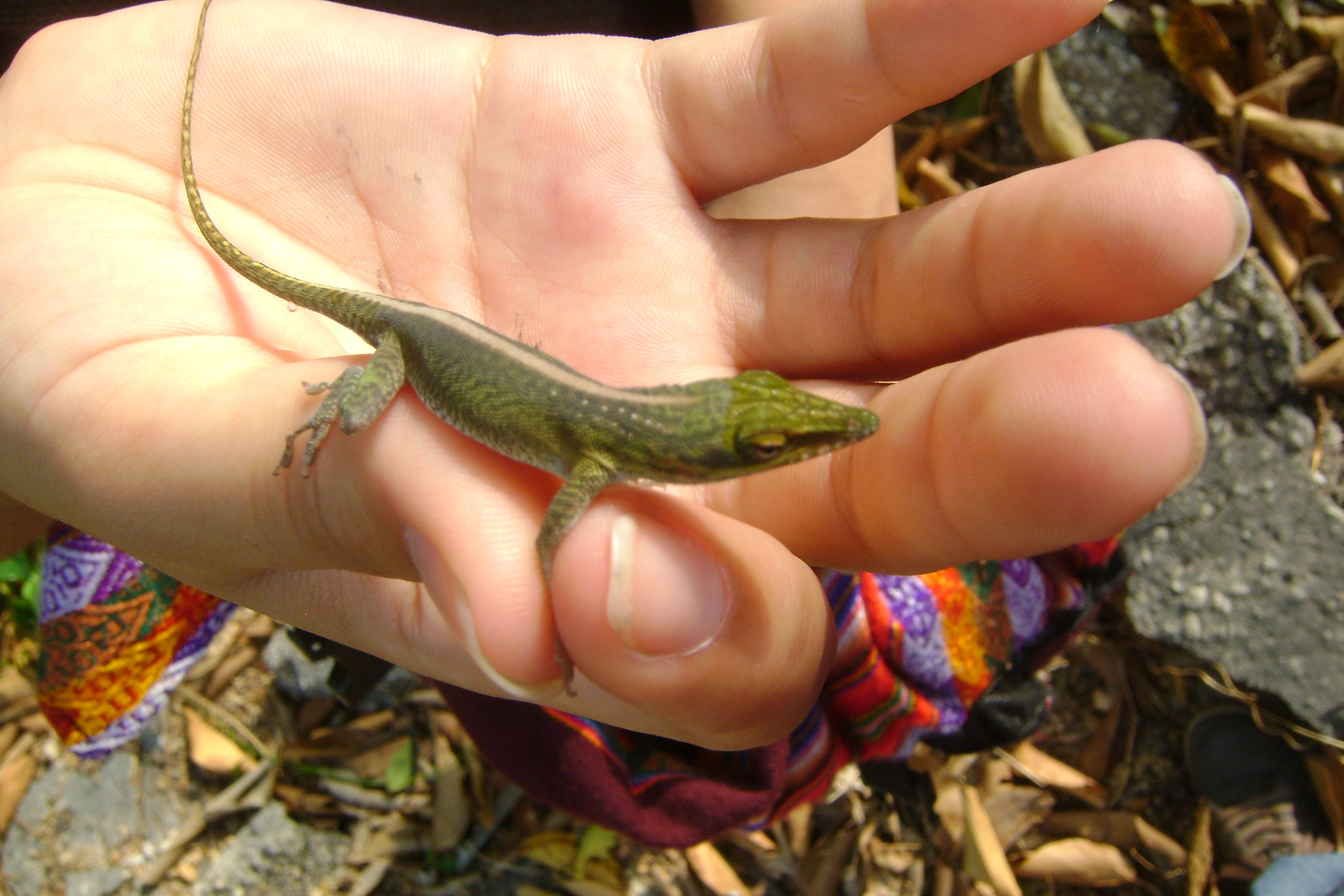
anolis porcatus

## Capacidad de cambiar de color
Este lagarto es nombrado camaleón porque al igual que estos animales cambia a voluntad propia de color para mezclarse con los colores de su hábitat. Aunque es verde se puede poner de una coloración aceituna, verde olivo, carmelita o hasta marrón oscuro. 

### Falso camaleón
A pesar de ser comúnmente llamado camaleón no es tal, ya que estos son propios del Viejo Mundo, más gruesos, tienen la capacidad de mover los ojos individualmente y disparar la lengua para atrapar a su presa. El Anolis es un lagarto iguánido que no presenta estas características, por lo que su único parecido físico a la familia Chamaeleonidae es su capacidad de cambiar de color.